# Above the Earth, Below the Sky
Above the Earth, Below the Sky es el primer álbum de estudio de la banda estadounidense de post-rock If These Trees Could Talk. Fue lanzado de forma independiente el 11 de marzo de 2009, luego impreso en vinilo por The Mylene Sheath  al año siguiente y luego reeditado por Metal Blade en enero de 2015.
El álbum fue grabado de septiembre a diciembre de 2011 en NE Meadow Studios en Akron, Ohio.

## Lista de canciones
| N.º | Título                                | Duración |  |
| 1.  | «From Roots to Needles»               | 6:42     |  |
| 2.  | «What's in the Ground Belongs to You» | 4:14     |  |
| 3.  | «Terra Incognita»                     | 0:57     |  |
| 4.  | «Above the Earth»                     | 2:19     |  |
| 5.  | «Below the Sky»                       | 7:20     |  |
| 6.  | «The Sun Is in the North»             | 5:45     |  |
| 7.  | «Thirty-Six Silos»                    | 4:39     |  |
| 8.  | «The Flames of Herostratus»           | 5:34     |  |
| 9.  | «Rebuilding the Temple of Artemis»    | 5:05     |  |
| 10. | «Deus Ex Machina»                     | 2:23     |  |

## Formación
- Tom Fihe - bajo
- Jeff Kalal - guitarra
- Cody Kelly - guitarra
- Mike Socrates - guitarra
- Zack Kelly - batería

### Producción
- Tim Gerak – ingeniería,mezclas,masterizado, producción,
- Zack Kelly - producción